# Jazeek
Jazeek (* 28. Januar 1999 in Aachen; bürgerlich Jacek Obren Savic) ist ein deutscher Rapper.

## Leben
Jazeek hat US-amerikanische Wurzeln. 2021 veröffentlichte er mit Blunt für dich einen Song auf TikTok, der im Refrain Stadt von Cassandra Steen und Adel Tawil sampelt. Der Track machte ihn bekannt und erreichte kurz nach Veröffentlichung 2,6 Millionen Views sowie 350.000 Likes. Er wurde bei Universal Music unter Vertrag genommen. Das Lied erreichte in der Folge Platz 45 der deutschen Charts.
2022 veröffentlichte er das Mixtape 1709, das eine Mischung aus R&B, Rap, Pop, Dancehall und Afrobeat enthielt. Das Mixtape erreichte Platz 95 der deutschen Albumcharts.
2023 folgte sein Debütalbum One Hit Wonder, das ebenfalls die deutschen Charts erreichte, und bei den Hiphop.de Awards 2023 eine Nominierung als Bestes Album National erhielt. Im gleichen Jahr erschienen weitere Singles. Die höchste Platzierung erreichte er mit Bend Over, einem Remix aus seinem ersten Mixtape zusammen mit dem Rapper Reezy. Im gleichen Jahr tritt er beim Heroes Festival in Freiburg auf.

## Diskografie

### Alben
| Jahr | Titel Musiklabel                                                          | Höchstplatzierung, Gesamtwochen, AuszeichnungChartplatzierungen (Jahr, Titel, Musiklabel, Platzierungen, Wochen, Auszeichnungen, Anmerkungen) | Höchstplatzierung, Gesamtwochen, AuszeichnungChartplatzierungen (Jahr, Titel, Musiklabel, Platzierungen, Wochen, Auszeichnungen, Anmerkungen) | Höchstplatzierung, Gesamtwochen, AuszeichnungChartplatzierungen (Jahr, Titel, Musiklabel, Platzierungen, Wochen, Auszeichnungen, Anmerkungen) | Anmerkungen                           |
| Jahr | Titel Musiklabel                                                          | DE | AT | CH | Anmerkungen                           |
| ---- | ------------------------------------------------------------------------- | --- | --- | --- | ------------------------------------- |
| 2023 | One Hit Wonder Ninetynine Music / Good Kid Records / Ventura Records      | DE51 (2 Wo.)DE | — | CH56 (1 Wo.)CH | Erstveröffentlichung: 2. Juni 2023    |
| 2024 | Ninetynine Ninetynine Music / Good Kid Records / Ventura Records          | DE1 (35 Wo.)DE | AT7 (4 Wo.)AT | CH2 (7 Wo.)CH | Erstveröffentlichung: 12. Januar 2024 |
| 2025 | Most Valuable Playa Ninetynine Music / Good Kid Records / Ventura Records | DE1 (… Wo.)DE | AT2 (17 Wo.)AT | CH1 (16 Wo.)CH | Erstveröffentlichung: 28. März 2025   |

### Mixtapes
| Jahr | Titel Musiklabel                                           | Höchstplatzierung, Gesamtwochen, AuszeichnungChartsChartplatzierungen (Jahr, Titel, Musiklabel, Platzierungen, Wochen, Auszeichnungen, Anmerkungen) | Anmerkungen                                                          |
| Jahr | Titel Musiklabel                                           | DE | Anmerkungen                                                          |
| ---- | ---------------------------------------------------------- | --- | -------------------------------------------------------------------- |
| 2022 | 1709 Ninetynine Music / Good Kid Records / Ventura Records | DE95 (1 Wo.)DE | Erstveröffentlichung: 9. Dezember 2022 Charteinstieg: 14. April 2023 |

### Singles
| Jahr | Titel Album                             | Höchstplatzierung, Gesamtwochen, AuszeichnungChartplatzierungen (Jahr, Titel, Album, Platzierungen, Wochen, Auszeichnungen, Anmerkungen) | Höchstplatzierung, Gesamtwochen, AuszeichnungChartplatzierungen (Jahr, Titel, Album, Platzierungen, Wochen, Auszeichnungen, Anmerkungen) | Höchstplatzierung, Gesamtwochen, AuszeichnungChartplatzierungen (Jahr, Titel, Album, Platzierungen, Wochen, Auszeichnungen, Anmerkungen) | Anmerkungen                                                                       |
| Jahr | Titel Album                             | DE | AT | CH | Anmerkungen                                                                       |
| --- | --------------------------------------- | --- | --- | --- | --------------------------------------------------------------------------------- |
| 2021 | Blunt für dich 1709                     | DE45 (5 Wo.)DE | — | — | Erstveröffentlichung: 17. Dezember 2021                                           |
| 2023 | Diamond Ring One Hit Wonder             | DE38 (9 Wo.)DE | — | CH82 (1 Wo.)CH | Erstveröffentlichung: 24. März 2023                                               |
| 2023 | Mary 1709                               | DE83 (4 Wo.)DE | — | — | Erstveröffentlichung: 17. Juni 2022 Charteinstieg: 7. April 2023                  |
| 2023 | Bend Over (Remix) –                     | DE38 (9 Wo.)DE | — | CH67 (1 Wo.)CH | Erstveröffentlichung: 7. April 2023 mit Reezy Originalversion ohne Reezy auf 1709 |
| 2023 | Superstars One Hit Wonder               | DE44 Gold · (22 Wo.)DE | AT68 Gold · (2 Wo.)AT | CH75 (2 Wo.)CH | Erstveröffentlichung: 30. Juni 2023 Verkäufe: + 315.000                           |
| 2023 | Baile Funk im Blut Ninetynine           | DE25 (5 Wo.)DE | AT70 (1 Wo.)AT | CH38 (1 Wo.)CH | Erstveröffentlichung: 25. August 2023 feat. Mero                                  |
| 2023 | Take It Ninetynine                      | DE19 (15 Wo.)DE | AT41 Gold · (8 Wo.)AT | CH26 (10 Wo.)CH | Erstveröffentlichung: 22. September 2023 Verkäufe: + 15.000                       |
| 2023 | Noch einmal Ninetynine                  | DE21 (4 Wo.)DE | AT74 (1 Wo.)AT | CH51 (1 Wo.)CH | Erstveröffentlichung: 13. Oktober 2023                                            |
| 2023 | Fühlst du Ninetynine                    | DE48 (1 Wo.)DE | — | — | Erstveröffentlichung: 3. November 2023                                            |
| 2023 | Lüg mich an Ninetynine                  | DE36 (2 Wo.)DE | — | CH77 (1 Wo.)CH | Erstveröffentlichung: 24. November 2023                                           |
| 2023 | 112 Ninetynine                          | DE31 (5 Wo.)DE | — | CH83 (1 Wo.)CH | Erstveröffentlichung: 29. Dezember 2023                                           |
| 2024 | Like This Most Valuable Playa           | DE40 (2 Wo.)DE | — | CH68 (1 Wo.)CH | Erstveröffentlichung: 22. März 2024                                               |
| 2024 | Himmel leer –                           | DE26 (3 Wo.)DE | — | CH81 (1 Wo.)CH | Erstveröffentlichung: 4. April 2024 Santos feat. Jazeek                           |
| 2024 | Do You Lie Most Valuable Playa          | DE11 (8 Wo.)DE | AT32 (2 Wo.)AT | CH24 (2 Wo.)CH | Erstveröffentlichung: 26. April 2024 feat. Milano                                 |
| 2024 | Meine Augen Most Valuable Playa         | DE48 (1 Wo.)DE | — | CH88 (1 Wo.)CH | Erstveröffentlichung: 31. Mai 2024                                                |
| 2024 | Starboy –                               | DE2 (13 Wo.)DE | AT6 (10 Wo.)AT | CH6 (10 Wo.)CH | Erstveröffentlichung: 18. Juli 2024 Luciano feat. Jazeek                          |
| 2024 | Island Chick Renaissance                | DE26 (2 Wo.)DE | AT72 (1 Wo.)AT | CH42 (1 Wo.)CH | Erstveröffentlichung: 29. August 2024 Mero feat. Jazeek                           |
| 2024 | Playboybunnies Most Valuable Playa      | DE3 (20 Wo.)DE | AT5 (14 Wo.)AT | CH3 (11 Wo.)CH | Erstveröffentlichung: 4. Oktober 2024 feat. Luciano & Miksu / Macloud             |
| 2024 | Ma Baby Most Valuable Playa             | DE3 (24 Wo.)DE | AT11 (20 Wo.)AT | CH7 (13 Wo.)CH | Erstveröffentlichung: 8. November 2024                                            |
| 2024 | Tell Me –                               | DE54 (1 Wo.)DE | — | CH78 (1 Wo.)CH | Erstveröffentlichung: 29. November 2024                                           |
| 2024 | Did You See –                           | DE71 (1 Wo.)DE | — | — | Erstveröffentlichung: 6. Dezember 2024 Saliou feat. Jazeek                        |
| 2024 | Allein da –                             | DE13 (8 Wo.)DE | AT30 (3 Wo.)AT | CH57 (4 Wo.)CH | Erstveröffentlichung: 20. Dezember 2024 Samira feat. Jazeek                       |
| 2025 | LV Most Valuable Playa                  | DE16 (4 Wo.)DE | AT50 (1 Wo.)AT | CH52 (1 Wo.)CH | Erstveröffentlichung: 7. Februar 2025                                             |
| 2025 | C Me Now Most Valuable Playa            | DE46 (1 Wo.)DE | — | — | Erstveröffentlichung: 7. Februar 2025                                             |
| 2025 | Wenn der Himmel weint Der Faktor Mensch | DE4 (6 Wo.)DE | AT5 (3 Wo.)AT | CH6 (3 Wo.)CH | Erstveröffentlichung: 20. Februar 2025 Bausa feat. Jazeek                         |
| 2025 | Ma Baby 2 Most Valuable Playa           | DE27 (3 Wo.)DE | — | CH48 (1 Wo.)CH | Erstveröffentlichung: 7. März 2025 feat. Lune                                     |
| 2025 | Crazyyy Most Valuable Playa             | DE7 (4 Wo.)DE | AT19 (2 Wo.)AT | CH33 (… Wo.)CH | Erstveröffentlichung: 26. März 2025 feat. Samira                                  |
| 2025 | Akon Most Valuable Playa                | DE1 Gold · (… Wo.)DE | AT2 (… Wo.)AT | CH4 (17 Wo.)CH | Erstveröffentlichung: 8. April 2025 Verkäufe: + 300.000                           |
| 2025 | Nur du –                                | DE62 (1 Wo.)DE | — | — | Erstveröffentlichung: 17. April 2025 Milano feat. Jazeek                          |
| 2025 | Parfum –                                | DE2 (… Wo.)DE | AT12 (4 Wo.)AT | CH5 (4 Wo.)CH | Erstveröffentlichung: 20. Juni 2025 feat. Shindy                                  |
| 2025 | Baddest in Germany –                    | DE6 (… Wo.)DE | AT20 (… Wo.)AT | CH27 (… Wo.)CH | Erstveröffentlichung: 11. Juli 2025                                               |
| 2025 | Sexy Lady –                             | DE32 (… Wo.)DE | — | CH65 (… Wo.)CH | Erstveröffentlichung: 8. August 2025                                              |
| Folgende Lieder erschienen nicht als Single, wurden aber durch das Album zum Download und Streaming bereitgestellt und konnten somit eine Platzierung erlangen: |                                         | | | |                                                                                   |
| |                                         | | | |                                                                                   |
| 2024 | Rufe dich an Ninetynine                 | DE44 (1 Wo.)DE | — | — | Charteinstieg: 19. Januar 2024                                                    |

Weitere Singles
- 2022: Wunderschön
- 2022: Es tut mir leid
- 2022: Es soll so sein
- 2022: Hustle & Flow (mit Jamin & OGT)
- 2022: Lüg mich nicht mehr an
- 2022: CC
- 2023: Lalelu
- 2023: Wie es wär
- 2023: Number One
- 2023: Nostalgie (mit Pajel; #2 der deutschen Single-Trend-Charts am 22. Dezember 2023[9])
- 2024: Kiyamasa (mit 1da Banton; #8 der deutschen Single-Trend-Charts am 5. Juli 2024[10])

## Auszeichnungen für Musikverkäufe
Anmerkung: Auszeichnungen in Ländern aus den Charttabellen bzw. Chartboxen sind in ebendiesen zu finden.
| Land/RegionAuszeichnungen für Musikverkäufe (Land/Region, Auszeichnungen, Verkäufe, Quellen) | Gold     | Platin | Verkäufe | Quellen           |
| -------------------------------------------------------------------------------------------- | -------- | ------ | -------- | ----------------- |
| Deutschland (BVMI)                                                                           | 2× Gold2 | —      | 600.000  | musikindustrie.de |
| Österreich (IFPI)                                                                            | 2× Gold2 | —      | 30.000   | ifpi.at           |
| Insgesamt                                                                                    | 4× Gold4 | —      |          |                   |